# 雅礼协会
雅禮協會（英語：Yale-China Association），是於1901年建立的一個非政府及非盈利機構。在過去的一百多年里，雅禮協會一直致力于通過文化交流活動來增進中美兩國人民的相互了解。雅禮協會與美國耶魯大學保持着密切联系，并为其国际交流项目提供资助。

## 歷史
雅礼协会成立初期是耶鲁外国传教团（Yale Foreign Missionary Society）的一部分。在1913年以前，人們非正式地將雅禮協會稱為“中國耶魯”。雅礼协会从创立之初就是一个非宗派的宗教组织。到了二十世紀二十年代，雅禮協會已經不再公開宣傳自身為純粹傳教團體。1934年，雅禮協會重組為世俗組織，並於1975年正式采用“雅禮協會”這一名稱。

### 1901年 —1951年
雅禮協會是19世紀末美國本科教育的宗教熱情的產物。雅禮協會由一些耶魯畢業生和教職員工成立於1901年初，是耶魯外國傳教團的一部分。1901年初，耶鲁大学1898级的四位毕业生德士敦（John Lawrence Thurston）、阿瑟（Arthur Williams）、席比义和盖葆耐，在校务卿斯多克（Anson Phelps Stokes）的家中聚会，热切讨论，商定到海外传教，建立基督教的海外基礎。他們選擇中國開展事業的部分原因，是要向1892屆耶魯畢業生毕得经（Horace Tracy Pitkin；1869-1900）致敬，他曾經在中國保定傳教，並於1900年死於義和團事件。 
在紐黑文辦公室與其他在華傳教團體的督促下，雅禮傳教團很早就更加註重教育事業發展而非福音事業。1902年10月，雅礼会派遣德士敦、德本康夫妇首先到达中国，选定湖南省长沙市作为工作基地。德本康在1903年患肺结核回到美国，次年在加州去世。1905年，胡美医生到達長沙，醫學教育與服務成為雅禮事業的核心。胡美博士創建的診所最終產生了一所預備學校雅禮中學、雅禮大學（之後遷至武漢，並合並了其他兩所教會學校，成立華中大學）、湘雅醫學院、護理學院及湘雅醫院。多年後，湘雅（其中的“湘”字代表湖南、“雅”字代表雅禮協會）因其能夠在華中和華南地區提供最先進的西醫培訓而享譽全國。與其他外資創辦的機構不同的地方在於，湘雅從一開始就致力於盡可能多地培養中國教職員工和管理者。上個世紀二十年代末期，湘雅所開設的所有專業的領導職位都由中國人擔任，“中國耶魯”在中國已經成為一項中美合作事業了。 
抗日戰爭期間（1937-1945），耶魯在中國相關機構在華活動受到嚴重限制。 因為戰爭導致病患和難民人數劇增 ，湘雅醫院所面臨的情況最為嚴峻。隨著中國國民黨部隊向西南地區撤退，雅禮相關機構为避開日本侵略軍也随之南下或西迁。1938年7月，華中大學遷至桂林，但持續不斷的炮火襲擊令華中大學不得不於次年遷至中國邊陲的雲南大理喜洲。1938年9月，雅禮中學遷至湘西沅陵；10月，醫學院和護理學院遷至貴州貴陽。 
雅禮的戰時歷程十分艱苦，位於長沙的很多校舍設施被日本侵略者摧毁。但是，這些挑戰反而激起了中美雙方教職員工和管理者的投入新事業的決心。1945年9月，雅禮職員回到長沙，立誌重建校園，重新開創他們的戰前事業。然而，4年後，國共內戰結束，國民黨政府倒臺，中美雙方關係日益緊張，雅禮的未來顯得非常不確定。 
1951年，新中國政府沒收了雅禮的長沙資產，改雅禮中學為解放中學。Dwight Rugh博士，中國耶魯在長沙的最後一名代表，因為是校園內的惟一美國人而在囚禁中度過了幾乎整個1950年，並最終於1951年5月被驅逐出境。從此開始，紐黑文的雅禮與其創辦的長沙、武漢機構之間的聯繫差不多整整中斷了30年。

### 1951年－1979年

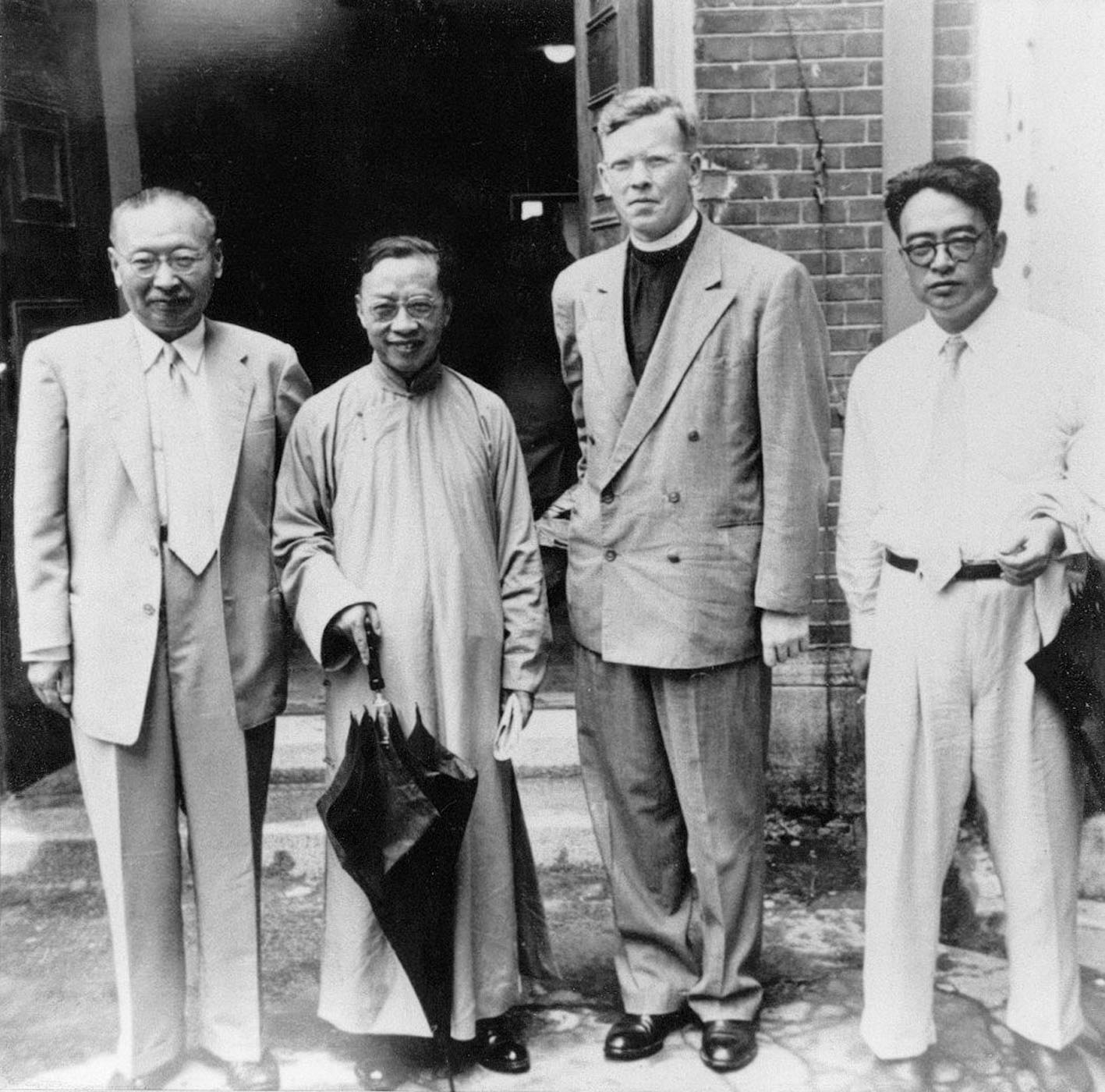
1954年4月，耶魯大學雅禮協會代表郎家恆牧師（Charles L. Hong；右二）到訪新亞書院，與時任新亞書院校董沈燕謀（左一）、新亞書院創辦人錢穆（左二）及唐君毅（右一）會面，商討新亞書院與雅禮協會合作之事宜。

1951年至1954年之間，大陸反美情緒高漲，國民黨治下臺灣動亂不安，雅禮在華事業不得不暫時擱置。在此期間，雅禮將大部分精力和資源用來資助在美中國學生，同時密切註意亞洲值得支持的新項目和新機會。很快，他們找到了位於英國殖民地香港的一所為難民開設的本科學院。這所學院由錢穆及一些中國知識分子創建，他們立誌在大陸風雲際會之時保存傳統中國文化和價值。1954年初，在訪問香港並經數月談判之後，雅禮與新亞書院建立了正式聯繫。
與在長沙的工作不同，雅禮與新亞書院的關係從一開始就設計為前者幫助、協助而非直接管理後者。雅禮從福特基金會和其他美國基金會獲得資金幫助，用來支持新亞書院的發展，同時為新亞書院教師提供獎學金前往美國學習。1956年，雅禮重啟英語教師項目，每年派兩名耶魯畢業生赴新亞書院——而不再是雅禮中學——教授英語。
上個世紀五十年代末期，香港人開始探索建設一所中文教學大學的可能性。1959年，英國大學委員會（The Council of British Universities）選擇了新亞書院、聯合書院以及崇基書院，聯合創建了香港中文大學。香港中文大學於1963年創立，並於1969-1973年間遷入沙田校址開學。雅禮多方籌措資金，建設了許多校園樓宇，包括大學保健醫療中心，雅禮賓館，會友樓以及新亞書院學生宿舍。雅禮還對整個校園的早期國際化貢獻卓著，協助建設了雅禮中國語文研習所和國際亞洲研究項目，每年都錄取數以百計的國際學生。同時，雅禮協會（於1975年重命名）在新亞書院開設了代表處（至今仍為大中華地區唯一代表處），在長達50年的時間裏都與新亞書院之間保持了密切的聯繫。

### 1979年－現在
至20世紀70年代末，新亞書院和香港中文大學在組織機構和財政方面都逐漸走向穩定和成熟，也逐步降低了它對雅禮協會資助的依賴性。與此同時，中美兩國外交關係正常化也為雅禮協會重返中國內陸提供了契機。1979年秋，雅禮協會工作人員親赴長沙，訪問了前身是湘雅的湖南醫學院，同其管理和教學人員討論了開展教育交流的可能性。協議的達成促成了1980年九月雅禮協會英語教員的到來，以及湖南醫學院和耶魯大學之間醫務人員的交流。同年，兩名英語教員也被派往武漢大學。這項交流繼而擴大到華中師範大學。 
短短幾十年的社會歷史變遷未能使滄海變為桑田，然而已足以為中國高等教育以及雅禮協會帶來深刻的變化。中國的政治敏感和雅禮協會自身的發展演變都決定了雙方合作的性質將大大不同於1949年前。雅禮協會不再尋求恢復對原屬機構的管理，而將工作重心轉移到醫學及美國研究方面的短期教育交流，同時恢復在中國的英語教學項目。80年代，雅禮協會的醫學項目向中國派送了逾40名美國專家，同時近50名中國醫務人員也前往美國進行交流。同期，近100名耶魯畢業生參與了雅禮協會在中國的英語教學項目。雅禮協會也繼續向香港中文大學派送英語教師，並同其國際亞洲研究項目保持密切的合作關係。 
90年代間，雅禮協會將工作拓展到香港、長沙和武漢這些傳統的活動地點之外。英語教學項目得到延續，又開展了環保教育和兒童心血管疾病項目，還促成了紐黑文Long Wharf劇院和上海人民藝術劇院1994年的合作，成功把華裔女作家譚恩美的小說《喜福會》的中文版搬上了舞臺。與此同時，雅禮協會的其它項目也得到了進一步發展，其中包括美國研究、法學、公共衛生、護理，以及中美學生在非營利組織的實習項目。

## 項目
雅禮協會旨在促進中美交流，主要在教育、醫療衛生與藝術這三個領域開展各項交流項目。

### 教育
自1901年創立至今，促進教育交流一直是雅禮協會的核心使命。雅禮協會致力於開展多種形式的教育項目來達成這一使命。其中，英語教學項目一直是最有影響的旗艦項目。自1909年起，該項目累計派遣數百名剛剛自耶魯大學畢業的學生赴中國開展為期兩年的英語教學任務。近幾十年來，英語教學項目一直與時俱進、不斷調整，適應了中美日新月異的新環境、新形勢。同時，英語教學項目的核心願景從未失色：矢誌不渝地促進互學互教，以增進人們的相互理解。

### 醫療衛生
雅禮協會從20世紀初建伊始就致力於中國的醫療衛生教育，在湖南創建醫療機構，至今仍是中國醫學教育與醫務工作的重要機構。協會目前的主要項目包括護理培訓、中國女性醫務人員獎學金、社區拓展活動、醫學學生交流、住院醫生培訓、艾滋病教育與預防、醫學科研倫理和湘雅醫學院學生獎學金等等。

### 藝術
雅禮協會藝術項目包括在大紐黑文地區開展的數次藝術活動、中美藝術交流項目及新近推出的藝術研究員項目——該項目把尋求事業發展的中國藝術專業人員帶到美國，選拔關註中美關係問題的藝術先鋒，促進兩地未來的優秀藝術人員之間的交流與合作。首次雅禮藝術研究員項目活動榮幸與香港駐紐約經濟貿易辦公室合作舉辦。

## 合作夥伴
雅禮協會自1901年成立以來擁有許多長期互益的合作夥伴。以下是近年來支持雅禮事業的合作夥伴名單。

### 美國
- 奧巴馬政府“十萬強計劃”
- Foote小學
- 紐黑文國際藝術交流節
- Leeway
- Marrakech
- MFY法律咨詢公司
- 紐黑文博物館
- 紐黑文教育局世界語言部
- 紐黑文讀書組織
- 耶魯大學：耶魯校友會、國際學術和職業交流中心、耶魯大學東亞研究會、耶魯醫學院、耶魯護理學院、耶魯公共衛生學院

### 中國
- 亞洲公益服務組織
- 亞洲移民中心
- 中南大學：公共衛生學院、湘雅醫學院、湘雅護理學院
- 兒童醫健基金會（香港）
- 家庭傭工援助者
- 昆明醫科大學國際合作交流處
- 中山大學嶺南（大學）學院
- 香港社區組織協會
- 香港中文大學新亞書院（大中華代表處）
- 婦女基金會（香港）
- 安徽省休寧中學
- 雅禮中學